# Tenuipalpus calcarius
Tenuipalpus calcarius är en spindeldjursart som beskrevs av Meyer 1988. Tenuipalpus calcarius ingår i släktet Tenuipalpus och familjen Tenuipalpidae. Inga underarter finns listade i Catalogue of Life.